# Котляров, Александр Андреевич
Александр Андреевич Котляров (15.04.1900 — 20.11.1941) — советский военачальник, участник Гражданской войны, Красной гвардии,Великой Отечественной войны. Генерал-майор танковых войск (1940).

## Биография

### Начальная биография
Александр Котляров родился 15 апреля 1900 года в слободке Калач, Богучарского уезда Воронежской губернии (ныне город Калач Воронежская область) в крестьянской семье. Русский.
До службы в армии А. А. Котляров работал конюхом на беговых частновладельческих конюшнях в Москве. В феврале 1918 г. после закрытия бегов уехал на родину и в мае устроился приемщиком фуража в 1-м особом летучем сенопрессовальном отряде при продовольственном комитете Воронежской губ. на ст. Таловая.
Член ВКП(б) с 1924 года.
Образование. Окончил 12-е Владикавказские курсы (1921), Киевскую объединенную военную школу командиров РККА им. С. С. Каменева (1928), 4-месячные автокурсы при школе ВОСО им. М. В. Фрунзе в Ленинграде (1931), ВАММ (1938).

### Служба в армии
В РККА с 16 октября 1918 года добровольно.
16 октября 1918 года добровольно вступил в 8-й кавалерийский полк 31-й стрелковой дивизии РККА и воевал с ним в 8-й армии Южного фронта. В январе 1920 года направлен под Новочеркасск в 1-й кавалерийский полк 15-й Инзенской стрелковой дивизии. После взятия Новороссийска в июне 1920 года полк влился в 21-ю кавалерийскую дивизию 2-й конной армии и участвовал с ней в боях против войск генерала П. Н. Врангеля в Крыму.
С прекращением боевых действий в Крыму дивизия была передислоцирована на Кубань в район станиц Шкуринская и Уманская, где в феврале 1921 года в ее составе была сформирована сводная бригада, с которой А. А. Котляров убыл под Камышин на борьбу с вооруженными отрядами Вакулина К. Т.
В марте 1921 года направлен на 12-е Владикавказские курсы.
С сентября 1922 года — командир взвода, пом. командира и командира эскадрона 81-го кавалерийского полка 14-й Майкопской кавалерийской дивизии СКВО.
С апреля 1925 года по ноябрь 1927 года, находясь в командировке в Монголии в город Урга (ныне г. Улан-Батор), исполнял должность инструктора эскадрона и врид инструктора полка Монгольской народно-революционной армии.
С ноября 1927 года по август 1928 года — слушатель Киевской объединенной военной школы командиров РККА.
С августа 1928 года — исполнял должности казначея, начальника военно-хозяйственного довольствия и врид пом. командира полка по хозяйственной части 90-го кавалерийского полка 12-й кавалерийской дивизии СКВО.
В марте — августе 1931 года прошел переподготовку на автокурсах при школе ВОСО, после которых был назначен командиром автороты 4-й стрелковой дивизии Белорусского ВО. С ноября 1932 года — помощник командира учебного батальона 3-й отд. механизированной бригады округа.
С ноября 1933 года по август 1938 года — слушатель Военной академии механизации и моторизации РККА им. И. В. Сталина.
С августа 1938 года — член комиссии НКО СССР на Дальнем Востоке.
23.12.1938 года назначен командиром 23-й механизированной бригады (в 1939 г. преобразованной в 3-ю легкотанковую бригаду) 1-й армии Дальневосточного фронта.
11.03.1941 года назначен командиром 58-й танковой дивизии 30-го механизированного корпуса.

### В Великую Отечественную войну
Начало Великой Отечественной войны встретил в занимаемой должности. К 7 сентября 1941 года дивизия в составе 1-й Краснознамённой армии прошла переформирование и дислоцировалась в Монастырище.
Во второй половине октября передислоцирована под Москву. В середине ноября дивизия вошла в состав 16-й армии Западного фронта и после перегруппировки с утра 16 ноября перешла в наступление с задачей уничтожения волоколамской группировки противника. К 12.00 того же дня ее части заняли район Блудни, Бортники. 17 ноября дивизия, продолжая наступление, овладела населёнными пунктами Хрулево и Спас, а ее 116-й танковый полк вел бои на подступах к Масленниково, наступая на Ярополец. В этих боях части дивизии понесли большие потери (до 30 % боевых машин). В ночь на 18 ноября дивизия была переподчинена 30-й армии. Той же ночью ее части перешли в наступление на Утишево и Стеблево. После неудачных боев они вынуждены были начать отход в направлении Клина.
20 ноября Л. З. Мехлис докладывал И. Сталину о состоянии танковых частей 30-й армии следующее: «58-я танковая дивизия, прибывшая с Дальнего Востока, из-за преступного руководства разбита, ее остатки сосредоточены в Воронино.
20 ноября 1941 года командир 58-й танковой дивизии генерал Котляров застрелился, оставив записку:

„Общая дезорганизация и потеря управления. Виновны высшие штабы. Не хочу нести ответственность за общий бардак. Отходите на Ямуга за противотанковые препятствия, спасайте Москву“. 
„Впереди без перспектив“.— 
Лучше выглядит 8-я танковая бригада, но она сейчас имеет 2 KB, З Т-34, 2 Т-26, 8 Т-40. 107-я мотострелковая дивизия имеет 114 бойцов на фронте, а в тылу 51 экипаж без танков. Мехлис».
Похоронен в Москве на Рогожском кладбище.
В 1965 году за заслуги перед Отечеством в Великой Отечественной войне награждён Орденом Отечественной войны 1 степени, посмертно.

## Награды
- Орден Отечественной войны I степени (06.05.1965, посмертно)[6].
- Орден Красной Звезды (22.02.1941)[6].
- Медаль «XX лет РККА» (1938)[7].

## Воинские звания
- полковник (Приказ НКО № 02203 от 06.11.1938),
- генерал-майор танковых войск (Постановление СНК СССР № 2129 от 07.10.1941)[8]

## Память
- На могиле в Москве на Рогожском кладбище установлен надгробный памятник[9].
- Имя воина увековечено в Главном Храме Вооружённых сил России, и навсегда запечатлено на мемориале «Дорога памяти»[10]